# SV Wilhelmshaven
SV Wilhelmshaven je njemački nogometni klub iz Wilhelmshavena. SV Wilhelmshaven je osnovan davne 1905. godine kao FC Comet. Svoje domaće utakmice igra na Jadestadion. Trenutačno se natječu u regionalnoj ligi.

## Vanjske poveznice
- Službene stranice kluba
- O klubu na abseits-soccer  Arhivirana inačica izvorne stranice od 23. srpnja 2008. (Wayback Machine)